# Ozero Taly
Ozero Taly är en saltsjö i Kazakstan. Den ligger i den norra delen av landet, 500 km nordväst om huvudstaden Astana. Arean är 11,7 kvadratkilometer.